# Сант'Антонио (Торино)
Сант'Антонио је насеље у Италији у округу Торино, региону Пијемонт.
Према процени из 2011. у насељу је живело 150 становника. Насеље се налази на надморској висини од 992 м.